# Konkatedrala
Konkatedrala je katedralna crkva koja dijeli funkciju sjedišta biskupa, ili katedra, s drugom katedralom, često u drugom gradu. Primjeri ovoga dogodili su se u Engleskoj prije protestantske reformacije u biskupijama ' Bath and Wells ' i ' Coventry i Lichfield '. Ove dvije biskupije dobile su ime po oba grada koji su služili kao sjedišta biskupa.
Od ožujka 2020. Katolička crkva imala je 322 konkatedrale, uglavnom u Europi (140 samo u Italiji). U Hrvatskoj postoji Osječka konkatedrala Svetog Petra i Pavla, drugostolna crkva Đakovačko-osječke nadbiskupije te još neke druge konkatedrale npr. u Križevcima i u Senju.
Mnoge su bivše katedrale, ali čak i ako se još uvijek koriste, često im se ne dodijeli status kokatedrala.
Često biskupija s jednom ili više konkatedrala također ima višestruki naziv ("s crticom") koji to odražava, ali neke imaju konkatedralu koja se ne spominje u naslovu, dok drugi naslovi prijašnjih stolica također mogu biti sačuvani bez konkatedrale. Ponekad prvoimenovani grad nema glavnu katedralu (stvarno sjedište), ali se može pohvaliti drugom razlikom kao što je nacionalni glavni grad ili bogata crkvena prošlost.